# Arteritis de Takayasu
La arteritis de Takayasu  también conocida como enfermedad sin pulso, tromboaortopatía oclusiva, síndrome del arco aórtico, es una enfermedad inflamatoria (vasculitis granulomatosa) de causa desconocida que afecta a la aorta y a sus  ramificaciones, incluyendo la arteria carótida. Aunque se han encontrado casos en todo el mundo, se muestra con frecuencia en mujeres jóvenes de Asia. Las mujeres con esta enfermedad superan en número a los hombres por 8 a 1, y la edad de comienzo se encuentra entre los 15 y los 30 años. En el mundo occidental, la arteriosclerosis es una causa más frecuente de obstrucción de los vasos sanguíneos.

## Historia
El primer caso de arteritis de Takayasu fue descrito en 1908 por el doctor Mikito Takayasu en el encuentro anual de la sociedad oftalmológica japonesa. Takayasu describió un caso con cambios peculiares de los vasos retinales centrales. Describió una especie de "espiral" de los vasos sanguíneos tras los ojos (la retina). Dos médicos japoneses (Dr. Onishi y Dr. Kagoshima) encontraron anomalías similares en los ojos de pacientes cuyo pulso estaba ausente. Es sabido que las malformaciones de los vasos sanguíneos que ocurren en la retina son una respuesta (angiogénesis) al estrechamiento arterial en el cuello, y esa ausencia de pulso notada en algunos pacientes ocurre porque el estrechamiento se produce en los brazos. Los hallazgos en el ojo descritos por Takayasu son rara vez vistos en Norteamérica.

## Síntomas
Alrededor de la mitad de los pacientes desarrollan una enfermedad sistémica inicial con síntomas de malestar, fiebre, hiperhidrosis, pérdida de peso, artralgia y fatiga. Suele haber anemia y elevación en la sedimentación de eritrocitos. A esta fase le sigue otra caracterizada por cambios inflamatorios en la aorta y sus ramificaciones. La mitad de los pacientes con arteritis de Takayasu se presenta sólo con cambios vasculares, sin que le preceda una enfermedad en el sistema. En la última fase, la debilidad arterial puede crecer hasta llegar a un aneurisma.
Cuatro tipos de arteritis han sido descritas:
- Tipo I - Tipo clásico sin pulso que implica la aorta y sus derivaciones.
- Tipo II - Aorta abdominal y sus ramas.
- Tipo III - Suma que implica el tipo I y II.
- Tipo IV - Conlleva a la afección de la arteria pulmonar

## Tratamiento
La gran mayoría de los pacientes responden a la prednisona.